# Арапов, Алексей Павлович
Алексе́й Па́влович Ара́пов (фр. Alexis Paul Arapoff; 6 декабря 1905 года ― 25 сентября 1948 года) ― русский художник белой эмиграции.

## Биография
Алексей Арапов родился в 1904 в Санкт-Петербурге. Принадлежал к дворянскому роду Араповых. В семье он был единственным сыном. В 1917 году вместе с семьёй уехал в Германию, спасаясь от революции. Вернулся в Россию в 1921 году, был принят на работу в Саратовское художественное училище. В 1923 году отправился в Москву, где занялся дизайном мебели для неосуществлённого проекта Дворца труда. После этого работал над костюмами и декорациями для «авангардного» театра русского хореографа Николая Фореггера. Позднее трудился в «Театре ложного зеркала» Николая Евреинова и сопровождал его в поездке в Париж в 1925 году.
Арапов остался в Париже и в СССР больше не вернулся. В Париже он присоединился к Парижской школе и встретил Кэтрин Мэй Грин, американку, которая училась в Сорбонне. Они поженились и переехали в Соединённые Штаты в 1930 году. В 1934 году Арапов перешёл из православия в католичество и начал писать иконы и картины на религиозные мотивы. В 1935 году, он впервые показал на выставках свои эскизы к живописной серии «Страсти Господни». В 1938 году выставки работ Арапова прошли в Музыкальной консерватории в Новой Англии и в собственной мастерской, где были показаны самые последние живописные работы на религиозную тему. Последние десять лет жизни А. Арапов практически полностью посвятил религиозному искусству. Он увлекся возрождением техники древнерусской иконы и работал преимущественно как иконописец, лишь изредка обращаясь к пейзажу и портрету. Работал преимущественно в Бостоне. В 1937 году он получил гражданство США.
В сентябре 1948 года Алексей Арапов попал в автомобильную аварию рядом с городом Ашбернхем, штат Массачусетс. Скончался в больнице Генри Хейвуда в Гарднере. У него осталась его жена, их три дочери: Анна, Катрин и Мэри, и три сына: Пётр, Джон и Пол. Был похоронен на кладбище Святого Креста в Малдене.
Его дочь Мэри стала певицей сопрано и выступала в Бостонском оперном ансамбле.

## Выставки
- 1928, Париж: Salon des Indépendants и Salon des Tuileries;
- 1935, Бостон: персональная выставка в галерее Грейс Хорн (Бостон);
- 1938, Бостон: Музыкальная консерватория Новой Англии и «The Arts»;
- Институт искусств Чикаго
- 2002, Бостон: «Религиозные произведения Алексея Арапова», Бостонская библиотека.